# Percnon planissimum
Percnon planissimum (Herbst, 1804) è un granchio appartenente alla famiglia Percnidae.

## Descrizione
Il carapace ha una lunghezza massima di 4,5 cm, ma misura mediamente 2,6 cm negli esemplari femminili; i maschi sono leggermente più piccoli e di solito misurano circa 2,4 cm. Somiglia a Percnon affinis.
La colorazione varia dal marrone al verdastro, con macchie e striature più chiare, gialle-verdi, sia sul carapace che sugli arti. Questi ultimi presentano molte spine e sono allungati.

## Distribuzione e habitat
Proviene dalle barriere coralline dell'oceano Pacifico e dell'oceano Indiano: il suo areale si estende dalle Isole Cook all'Africa orientale e al mar Rosso. È diffuso anche in Giappone.